# Темиргалиев, Нурлан Темиргалиевич
Нурлан Темиргалиевич Темиргалиев (род. 13 января 1947 года. в с. Калмыково Тайпакского района Западно-Казахстанской области) — казахстанский учёный-математик, доктор физико-математических наук, профессор, академик Международной академии наук высшей школы, отличник образования РК.

## Образование, учёные степени и звания
В 1969 году окончил КазГУ по специальности «Математика».

1969—1972 гг. — аспирантура в Математическом институте имени В. А. Стеклова АН СССР (г. Москва).

Кандидат физико-математических наук (1973, МИАН).

1987—1989 гг. — докторантура в МГУ им. М. В. Ломоносова с защитой в МИАН в октябре 1991 г. диссертации «Об эффективности алгоритмов численного интегрирования и восстановления функций многих переменных».

## Карьера
С 1974 г. — старший преподаватель, доцент, профессор кафедры математического анализа, а с 1992 г. — заведующий кафедрой функционального анализа и теории вероятностей КазГУ.

С 1997 г. по 2009 г. — заведующий кафедрой математического анализа ЕНУ им. Л. Н. Гумилёва.

В настоящее время — директор Института теоретической математики и научных вычислений.

## Вклад в науку
Одним из главных достижений Н. Темиргалиева является решение задачи, долго не поддававшейся усилиям математиков из разных стран, и в американском журнале «Contemporary Mathematics» («Современная математика»), названной «центральной в численном интегрировании», что было обусловлено быстрым развитием компьютерных технологий. Естественная задача приближённого интегрирования приобрела особую актуальность во время работ над атомной бомбой в США, и тогда американский математик фон Нейман создал метод, ныне широко известный как Метод Монте-Карло. Позже советский математик профессор МГУ Н. М. Коробов предложил новый, более экономный для ЭВМ, теоретико-числовой подход к этой задаче. Впоследствии интенсивные исследования по этой теме проводились в ФРГ и Австрии (Э. Хлавка), в Китае (в их числе — работавшие над ядерным проектом своей страны Хуа Ло-Кен и Вань Юань) и многими математиками из этих и других стран. Полученный Н. Темиргалиевым результат был проверен и признан Н. М. Коробовым — основоположником теории. В настоящее время исключительная эффективность этих методов подтверждена численными экспериментами.

Научные исследования Н. Темиргалиева и его научной школы образуют широкий спектр научных тем. Это и теория вложений, где обнаружен новый эффект в задачах вложения в пространство Лоренца, и задачи численного интегрирования функций многих переменных, в которых получено полное алгоритмическое решение задачи численного интегрирования с одновременным решением задачи эффективного построения равномерно распределённых сеток, смыкающимися с методом Монте-Карло. Развивается метод вычислительных экспериментов, где получаются на порядки более точные результаты, по сравнению с известными. Определён метод тензорного произведения функционалов, где вскрыт механизм теории, на Западе именуемый как «Метод Смоляка». Разрабатываются применения метода тензорного произведения функционалов в других задачах теории приближений. На стыке математики и информатики введены новые понятия «Компьютерный (вычислительный) поперечник» и «Информативная мощность данного класса функционалов», к настоящему времени опубликованные в различных международных научных журналах. Введена новая характеристика предельного восстановления по неточной информации.

## Из библиографии
Диссертации
- Темиргалиев, Нурлан. О некоторых многомерных теоремах вложения и о производных из классов γ (L) : диссертация ... кандидата физико-математических наук : 01.01.01. - Москва, 1973. - 87 с.
- Темиргалиев, Нурлан. Об эффективности алгоритмов численного интегрирования и восстановления функций многих переменных : диссертация ... доктора физико-математических наук : 01.01.01 / Математический ин-т им. В. А. Стеклова. - Алма-Ата, 1990. - 199 с. : ил.[5].

## Награды и достижения
В 2002 году награждён знаком «Отличник образования Казахстана».

Звание «Человек года-2003» по решению Международного Исследовательского Комитета и Американского Биографического института.

В 2004 году решением Правления Ассоциации вузов Казахстана за фундаментальный трёхтомный курс «Математикалық анализ» на государственном языке награждён серебряной медалью им. А. Байтурсынова «…за плодотворный труд в написании учебников нового поколения, отвечающих современным стандартам образования и ставших самыми востребованными учебниками по естественным дисциплинам». 

Обладатель гранта «Лучший преподаватель вуза-2010». 

2011 г. — по предложению Международного Сократовского комитета (Оксфорд, Великобритания) стал обладателем специальной премии «The Name in Science» за лучшие научные разработки. Имя учёного занесено во Всемирный реестр выдающихся учёных XXI столетия с вручением знака «За вклад в науку».